# CocoRosie
CocoRosie és un duo de música creat el 2003 que combina la música indie amb l'electrònica i el freak folk. El formen les germanes Bianca i Sierra Casady. En la seva música utilitzen elements com el cant, la guitarra, la flauta, la percussió, el piano, els teclats, l'arpa i joguines.
Sierra, la major, va néixer a Iowa, i Bianca a Hawai. La seva mare, de petites, les anomenava Rosie i Coco, i d'aquí van agafar el seu nom artístic.

## Discografia
- La Maison de mon rêve (2004)
- Noah’s Ark (2005)
- The Adventures of Ghosthorse and Stillborn (2007)
- Grey Oceans (2010)
- Tales of a GrassWidow (2013)
- Heartache city (2015)[1][2][3]